# Mary Somerville

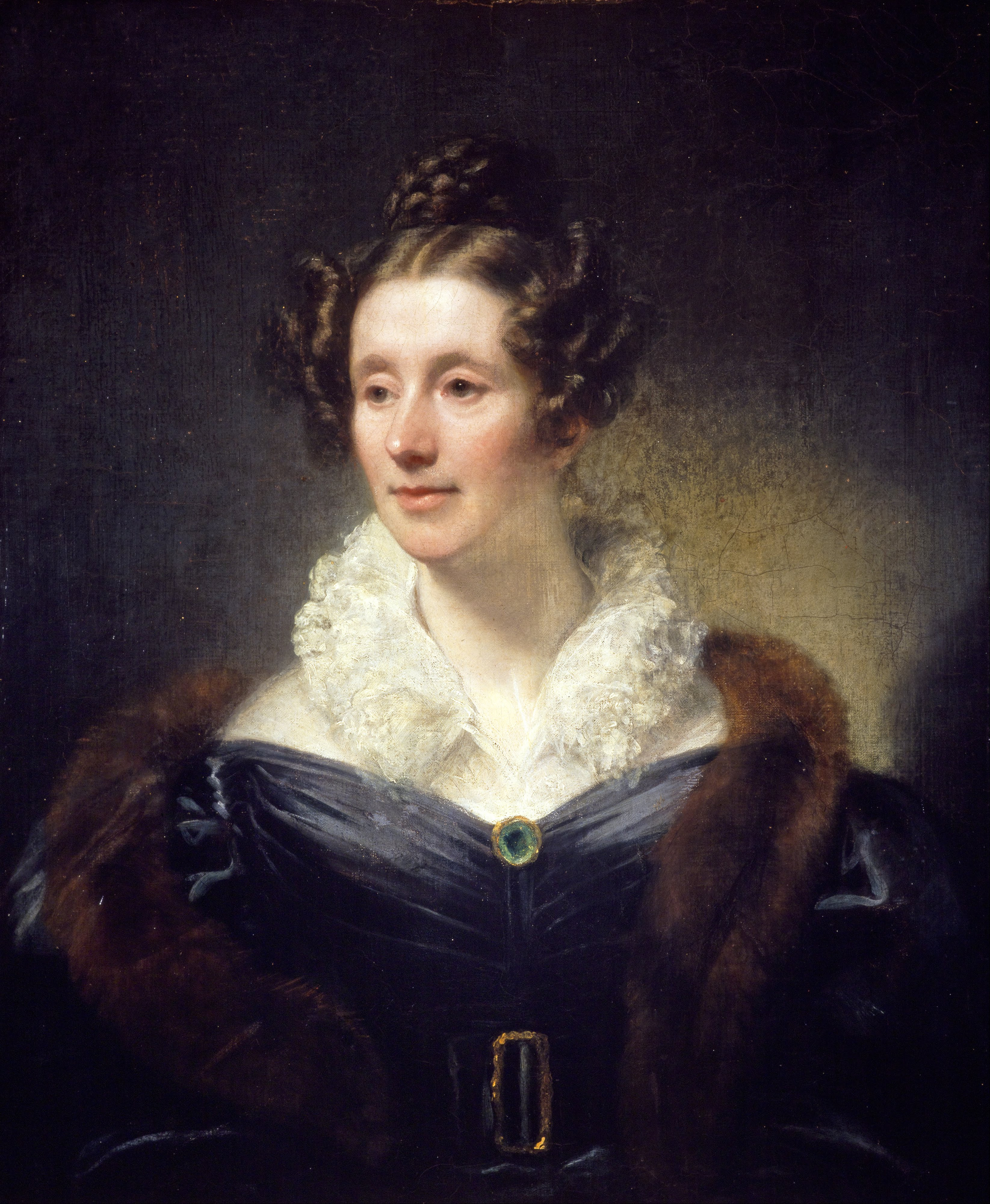
Retrato, obra de Thomas Phillips

Mary Fairfax Greig Somerville, más conocida como Mary Somerville (26 de diciembre de 1780-28 de noviembre de 1872), fue una científica, escritora y erudita escocesa. Autodidacta en su formación, estudió matemáticas y astronomía, y en 1835 fue elegida junto con Caroline Herschel como las primeras mujeres miembros honorarias de la Royal Astronomical Society.
Cuando el filósofo y economista John Stuart Mill organizó una petición masiva al Parlamento para dar a las mujeres el derecho al voto, Somerville fue la primera en firmar la petición. 
Cuando murió en 1872, The Morning Post la consideró en su obituario "la reina de la ciencia" del siglo XIX.
Somerville College, una facultad de la Universidad de Oxford, lleva su nombre, reflejando las virtudes del liberalismo y el éxito académico que la universidad deseaba encarnar. Aparece en el anverso del billete de polímero de £ 10 del Royal Bank of Scotland lanzado en 2017, junto con una cita de su trabajo The Connection of the Physical Sciences.

## Biografía

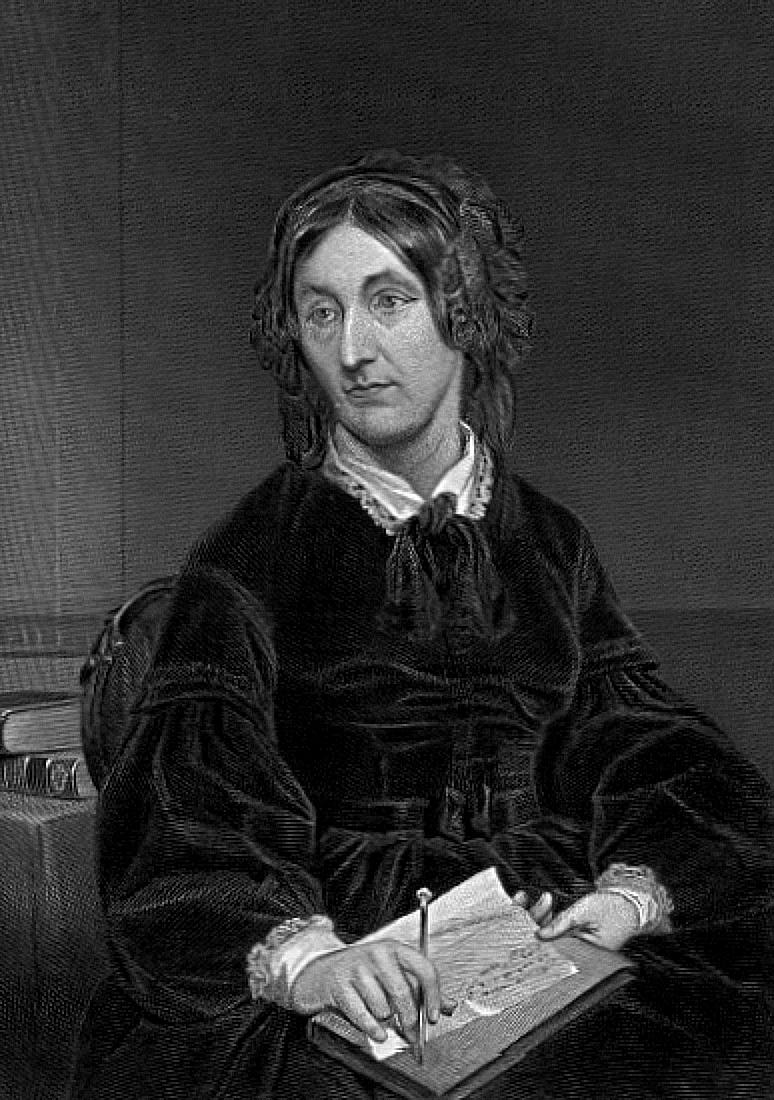
Mary Somerville

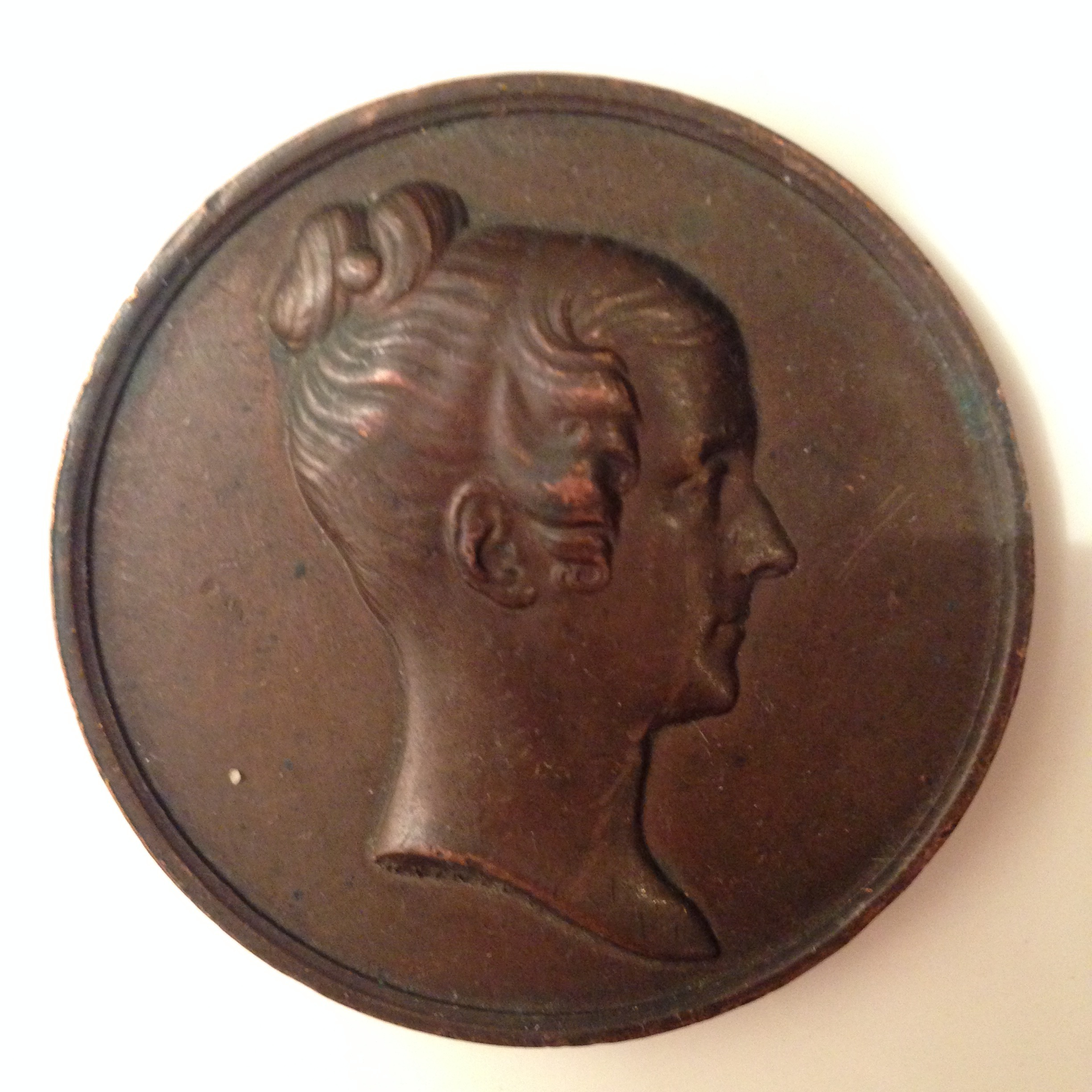
Medalla conmemorativa de Mary Somerville.

Mary era hija de William George Fairfax, un oficial naval, que llegó a ser vicealmirante, y su segunda esposa. El hogar de la familia estaba en Burntisland, en el condado de Fife (Escocia). Fue la quinta de siete hijos, pero tres de ellos murieron muy jóvenes. A sus dos hermanos varones se les dio una buena educación, pero a las chicas apenas se les enseñó a leer. Sin embargo, con diez años acudió durante un año al colegio, y cuando retornó a su casa se le despertó la pasión por la lectura. A pesar del empeño de sus padres para que se adiestrase en las tareas domésticas en una escuela de señoritas, contó con el apoyo de uno de sus tíos que la animó para que aprendiese latín.
Cuando tenía unos trece años, la familia se trasladó a Edimburgo, donde continuó con sus clases para completar su formación como dama de clase alta, incluyendo costura, lecciones de piano y pintura. Fue su profesor de pintura, Alexander Nasmyth, quien la inició en el estudio de las matemáticas, al darse cuenta del interés de la joven por los elementos de Euclides cuando explicaba un problema de perspectiva a uno de sus alumnos. A partir de ese momento, la joven Mary se dedicó con gran interés al estudio del álgebra en los libros que le facilitaba el tutor de su hermano, aunque sin descuidar su vida social para satisfacer a sus padres, en una época en la que las aspiraciones de las jóvenes debían centrarse en conseguir un buen marido que les proporcionara seguridad.
Se casó en 1804, cuando tenía 24 años. Su marido, Samuel Greig, era un oficial naval que no llegó a comprender la pasión de su mujer por las matemáticas. Mary quedó viuda tres años más tarde, cuando ya era madre de dos hijos. Volvió desde Londres a Escocia, donde a través del profesor John Playfair entró en contacto con el matemático William Wallace, con quien colaboró en la resolución de algunos problemas, por lo que fue galardonada con una medalla de plata.
En 1812 se casó en segundas nupcias con William Somerville (inspector de hospitales), quien comprendió y apoyó su interés por la ciencia. Pasó a residir en Edimburgo, donde amplió su círculo de amistades entre los científicos de la universidad, lo que le hizo interesarse por nuevas disciplinas, como la lengua griega, la botánica y la geología.
En 1814 fallecieron su hija mayor y el único hijo de su segundo matrimonio, trasladándose la familia a Londres en 1816 cuando su marido fue nombrado Inspector de la Junta Médica del Ejército, lo que le facilitó ser elegido miembro de la Royal Society. Esta circunstancia hizo posible que con el tiempo figurasen entre sus amigos destacados científicos, como George Airy, John Herschel, William Herschel, George Peacock y Charles Babbage, y que pudiesen entrar en contacto con relevantes figuras de la ciencia europea que visitaban la Sociedad de Londres, como Jean Baptiste Biot, François Arago, Pierre-Simon Laplace, Siméon Denis Poisson, Louis Poinsot y Émile Mathieu.
En 1827, Lord Brougham hizo una solicitud en nombre de la Sociedad para la Difusión de Conocimiento Útil para que Mary Somerville tradujera La mecánica celeste, de Laplace. Mary no se limitó a verter el texto del francés al inglés, sino que dio una completa explicación de las bases matemáticas utilizadas por Laplace, que por entonces todavía no se habían difundido entre los científicos de Gran Bretaña. La traducción del libro tuvo un gran éxito de ventas, y recibió numerosos elogios.
En 1832 y 1833 residió un tiempo en París, donde estrechó sus lazos con los científicos franceses, y trabajó en su siguiente libro, The Connection of the Physical Sciences (La conexión de las ciencias físicas), publicado en 1834. Su análisis de las perturbaciones de la órbita de Urano, incluido en la sexta edición del libro (1842), es el origen de la investigación del astrónomo John Couch Adams que llevó al descubrimiento de Neptuno en 1846.
En su círculo familiar era frecuente la presencia de Lady Byron y su hija Ada Lovelace, a quien Mary Somerville sirvió de estímulo para el estudio de las matemáticas, ejerciendo durante un tiempo como tutora y mentora.
A partir de 1838, los problemas de salud de William Somerville llevaron al matrimonio a trasladarse a vivir en el sur de Italia, en busca de un clima mejor. Su marido fallecería en 1860. Durante los 34 años que residió en Italia, Mary publicó obras matemáticas, que influyeron en los trabajos de James Clerk Maxwell, así como en 1848, su Physical Geography (Geografía física), tratado que continuó vigente hasta bien entrado el siglo XX.
Fue una de las mujeres de su tiempo que con más pasión se dedicaron al estudio de las matemáticas y al conocimiento de los avances científicos en una época en la que las mujeres apenas tenían acceso a la ciencia y en la que se las educaba para ser ante todo esposas y madres. Popularizó la astronomía y escribió multitud de ensayos. Su estilo, riguroso y didáctico, le proporcionó gran éxito. Somerville fue elegida para el ingreso en la Real Sociedad Astronómica en 1835 (a la vez que Caroline Herschel). Miembro honorario de la Société de Physique et d'Histoire Naturelle de Genève en 1834, ese mismo año pasó a formar parte de la Real Academia de Irlanda. Así mismo, en 1857 fue nombrada miembro de la Sociedad Estadounidense de Geografía y Estadística y de la Sociedad Geográfica Italiana en 1870. En 1869 fue galardonada con la Medalla de Oro de la Royal Geographical Society (conocida como "Medalla Victoria"). También fue elegida para la American Philosophical Society.
En los últimos días de su vida escribió:

Tengo 92 años..., mi memoria para los acontecimientos ordinarios es débil, pero no para las matemáticas o las experiencias científicas. Todavía soy capaz de leer libros de álgebra superior durante cuatro o cinco horas por la mañana, e incluso de resolver problemas.

Falleció en Nápoles en 1872. El Somerville College de la Universidad de Oxford mantiene viva la memoria de su legado desde 1879.
En 2023 se publicó el libro Los algoritmos sí tienen madre. Las memorias de Mary Somerville (1780-1872) que recoge la primera versión en lengua española de sus memorias, editadas por su hija Martha Somerville en 1874. La autora de la traducción, introducción y notas es Trinidad Guzmán González, profesora del Departamento de Filología Inglesa de la Universidad de León.

## Obra

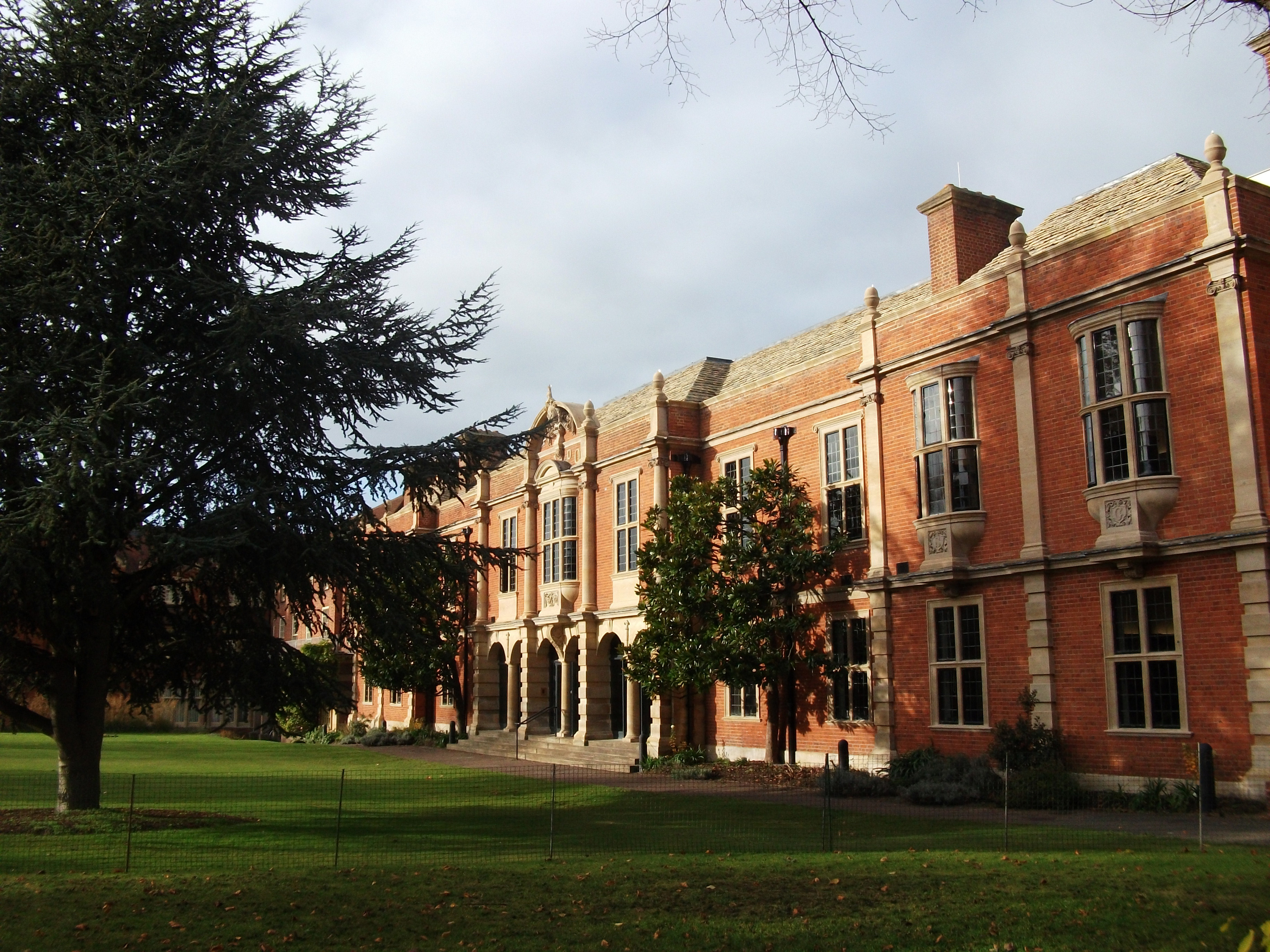
Biblioteca del Somerville College, Oxford.

- The Magnetic Properties of the Violet Rays of the Solar Spectrum
- Ensayos sobre la refracción de los rayos solares
- Acción de los rayos solares sobre jugos vegetales
- Experimentos en la transmisión de los rayos químicos del espectro solar en diferentes medios
- 1834 - La conexión de las ciencias físicas
- 1848 - Geografía física
- 1869 - De la ciencia molecular y microscópica
- De la teoría de las diferencias
- Traducción de La mecánica celeste, de Pierre-Simon Laplace.

## Eponimia
- El cráter lunar Somerville lleva este nombre en su memoria.[13]
- El asteroide (5771) Somerville también conmemora su nombre.[14][15]

## Otros artículos
- La ciencia tiene nombre de mujer